# Cobra Verde
Pour plus de détails, voir Fiche technique et Distribution.
Cobra Verde est un film ouest-germano-ghanéen réalisé par Werner Herzog en 1987. Il relate les aventures d'un bandit brésilien mandaté au début du XIXe siècle pour être le dernier trafiquant d'esclaves au Dahomey.
Le film suit Francisco Manoel da Silva qui, après avoir perdu tout son bétail à cause de la sécheresse, quitte le sertão brésilien, devient hors-la-loi et se fait appeler Cobra Verde. Un planteur l'engage comme intendant et l'envoie au Dahomey afin de ramener un convoi d’esclaves, mais en réalité espère ainsi en être débarrassé car le souverain local extermine impitoyablement tous les Blancs qui s’aventurent sur ses terres.

## Synopsis
À la fin du XIXe siècle, Francisco Manoel da Silva (Klaus Kinski) est un éleveur brésilien débauché qui va travailler à contrecœur dans une société d’extraction d’or après que son ranch ait été ruiné par la sécheresse. Lorsqu’il découvre qu’il est exploité financièrement, il assassine son patron et se lance dans une carrière de hors-la-loi. Il devient le tristement célèbre Cobra Verde (Serpent Vert), le bandit le plus vicieux du sertão.
Lors d’une visite en ville, da Silva rencontre et dompte par la force de son caractère un esclave en fuite, acte qui impressionne le riche baron du sucre dom Octávio Coutinho (José Lewgoy). Dom Coutinho, ignorant qu’il a affaire au bandit légendaire, engage da Silva pour superviser les esclaves de sa plantation de canne à sucre. Lorsque da Silva met enceinte les trois filles du Dom, le baron du sucre est furieux, mais la situation se complique encore plus lorsqu’il découvre que da Silva n’est autre que le tristement célèbre Cobra Verde.
En guise de punition, plutôt que de le tuer ou de le faire poursuivre, Dom Coutinho décide d’envoyer da Silva dans la mission impossible de rouvrir la traite des esclaves avec l’Afrique de l’Ouest. Le bandit sait qu’il risque d’être tué en Afrique, mais il accepte quand même. Il voyage par mer jusqu’au Dahomey, en Afrique de l’Ouest (aujourd’hui le Bénin), où il doit négocier avec le redoutable roi Bossa Ahadee du Dahomey (joué par Son Honneur l’Omanhene Nana Agyefi Kwame II de Nsein, un village au nord de la ville d’Axim, au Ghana).
Étonnamment, da Silva réussit à convaincre le roi d’échanger des esclaves contre de nouveaux fusils. Il s’empare du château d’Elmina et prend pour partenaire Taparica (King Ampaw), seul survivant de l’expédition précédente. Ils commencent à opérer le commerce des esclaves à travers l’Atlantique vers le Brésil. Bientôt, cependant, le roi inconstant les fait capturer et amener devant lui. Le roi accuse da Silva de divers crimes dont il n’a aucune connaissance, y compris l’empoisonnement du lévrier du roi, et le condamne à mort. Lui et Taparica sont sauvés la nuit précédant la décapitation de da Silva par le neveu du roi, qui négocie une alliance de sang avec da Silva, prévoyant de renverser le roi. L’ambitieux bandit entraîne une énorme armée de femmes indigènes (qui, après avoir appris à utiliser des armes, veulent d’abord tuer tous les hommes) et les mène dans un raid pour renverser avec succès le roi Bossa.
Contre toute attente, la traite des esclaves est maintenue sous le nouveau roi, grâce à l’ingéniosité de da Silva. Cependant, da Silva finit par tomber en disgrâce auprès du nouveau roi et découvre qu’entre-temps, le Brésil a interdit l’esclavage et saisi ses biens, et que les Britanniques ont mis sa tête à prix. Malgré l’adversité, da Silva est heureux qu’un changement soit enfin arrivé et reconnaît que l’esclavage a été un crime. Le bandit épuisé se rend sur la plage d’Elmina et tente désespérément de tirer le bateau d’un navire à l’eau, mais il s’effondre dans les vagues alors que la marée monte lentement et qu’un homme africain estropié marche à quatre pattes vers lui le long du rivage. Le film se termine avec un groupe de jeunes femmes africaines confiantes qui chantent en riant pendant le générique.

## Fiche technique
- Titre : Cobra Verde
- Réalisation : Werner Herzog
- Scénario : Werner Herzog d'après The Viceroy of Ouidah (1980) de Bruce Chatwin
- Musique : Popol Vuh
- Photographie : Viktor_Růžička (en)
- Montage : Maximiliane Mainka
- Pays d'origine :  Allemagne de l'Ouest -  Ghana
- Langue de tournage : allemand
- Format : Couleurs - Mono
- Genre : Aventure
- Durée : 111 minutes
- Date de sortie : 1987

## Distribution
- Klaus Kinski : Francisco Manoel da Silva (Cobra Verde)
- King Ampaw (en) : Taparica
- José Lewgoy : Dom Octavio Coutinho
- Salvatore Basile (es) : le capitaine Fraternidade
- Benito Stefanelli : le capitaine Pedro Vicente
- Peter Berling : Bernabé
- Guillermo Coronel : Euclides
- Nana Agyefi Kwame II : Bossa Ahadee
- Nana Fedu Abodo : Yovogan
- Kofi Yerenkyi : Bakoko
- Kwesi Fase : Kankpé